# Abel Le Creps
Abel-Frédéric-Léopold Le Creps (11 avril 1787, Caen - 10 avril 1850, Caen) est un homme politique français.

## Biographie
Abel Le Creps est le fils de François Bernard Abel Le Creps, propriétaire du château du Mesnil (Mathieu), et de Madeleine Victoire Denis.
Il fit ses études à l'École centrale du Calvados, puis devint l'élève et le commensal du chimiste Louis-Nicolas Vauquelin. Après avoir étudié avec lui les sciences physiques, il se rendit auprès du baron Lair, inspecteur-général du génie maritime, nommé, par Napoléon, directeur des constructions navales à l'arsenal d'Anvers, et dont il épousa la fille peu de temps après. Revenu à Caen en 1809, il s'y occupa d'agronomie et d'horticulture et fut l'un des fondateurs de la Société d'horticulture de cette ville. 
Adjoint au maire puis maire de Caen en 1830, il fut élu, le 5 juillet 1831, député du 2e collège du Calvados (Caen) ; il siégea parmi les ministériels et ne prit la parole que pour réclamer des économies. Il ne se représenta point en 1834, et vécut paisiblement en cultivant ses fleurs jusqu'en 1850. La révolution de février 1848 l'impressionna péniblement et contribua peut-être à hâter sa mort.
Il devint le propriétaire du château du Mesnil à Mathieu.
Gendre du baron Pierre Lair, il est le beau-père de Félix Cordoën et de l'industriel Armand Durécu.

## Sources
- « Abel Le Creps », dans Adolphe Robert et Gaston Cougny, Dictionnaire des parlementaires français, Edgar Bourloton, 1889-1891 [détail de l’édition]
- Théodore-Eloi Lebreton, Biographie normande: recueil de notices biographiques et bibliographiques sur les personnages célèbres nés en Normandie et sur ceux qui se sont seulement distingués par leurs actions ou par leurs écrits, 1858